# 프리실라 프레슬리
프리실라 앤 프레슬리(혼전성 와그너(Wagner), 영어: Priscilla Ann Presley, 1945년 5월 24일 ~ )는 미국의 배우, 기업인이다. 가수 엘비스 프레슬리의 전 아내이자, 엘비스 프레슬리 엔터프라이즈(Elvis Presley Enterprises)의 공동 창립자이자 전직 의장이다.

## 출연 작품
- 더 폴 가이
- 댈러스 (1978년 드라마)
- 총알 탄 사나이
- 로큰롤 탐정 포드
- 총알 탄 사나이 2
- 총알 탄 사나이 3
- 멜로즈 플레이스
- 천사의 손길
- 이야기 도시